# Gideon Gartner
Gideon I. Gartner (Tel Aviv, 3 de março de 1935 - Nova Iorque, 12 de dezembro de 2020) foi um empreendedor e filantropista israelense, de cidadania estadunidense e fundador da Gartner Group e tem sido descrito como patriarca da indústria de TI devido a adoção de inovações ele tem incorporado à Gartner como a segunda geração de informação de negócios.

## Biografia
Gideon nasceu no Mandato Britânico da Palestina e cresceu na cidade de Nova York. Graduou-se no Instituto de tecnologia de Massachusetts em 1956. Obteve o grau de mestre no MIT Sloan Schhol of Management em 1960.

## Início da Carreira
Gideon começou sua carreira no negócio de computação. Na IBM, foi gerente do mercado de informação na Divisão de Processamento de Dados e Gerente de Sistemas de Engenharia  na IBM World Trade Corporation. Também trabalhou na Philco Corporation na Divisão de Computação e na System Development Corporation, trabalhando em dois grandes contratos de sistema no governo americano: SACCS (Strategic Air Command and Control System) and DCA (Defense Communication Agency Control System).